# Kaplica Scrovegnich
Kaplica Scrovegnich, kaplica Arena – kaplica w Padwie we Włoszech, dekorowana malowidłami Giotta. Jest to pierwsze chronologicznie dzieło, którego autorstwo jest mu bezdyskusyjnie przypisywane i uważane równocześnie za jedno z jego najwybitniejszych osiągnięć.

## Historia
Kaplica została wzniesiona przez Enrico Scrovegni w celu ekspiacyjnym za grzechy jego ojca Reginaldo, który znacznie wzbogacił się na lichwie, uważanej wówczas za jeden z najcięższych grzechów. Reginaldo stał się nawet bohaterem Boskiej komedii, w której Dante umieścił lichwiarza w piekle. W 1300 roku Enrico kupił teren, mieszczący ruiny rzymskiego cyrku Arena i wzniósł na nim pałac, a obok kaplicę. Budowla pod wezwaniem Matki Boskiej Litościwej została poświęcona 25 marca 1305 roku.
Kształt budowli jest skromny – jest to kaplica jednonawowa, sklepiona beczkowo, zakończona prezbiterium o sklepieniu żebrowym. Dekoracja malarska jest niezwykle bogata, co wywołało nawet protest sąsiadujących z posiadłością eremitów, którzy 9 stycznia 1305 roku wnieśli skargę do kurii biskupiej w Padwie, protestując przeciw nadmiernemu, ich zdaniem, przepychowi kaplicy.

## Freski
Freski w kaplicy Scrovegnich (dell'Arena) w Padwie namalował Giotto w latach 1303-1306.
Ściany wewnątrz budowli są gładkie, a wszelkie zdobienia zostały wykonane malarsko. Stworzone pędzlem listwy, gzymsy, ramy naśladują do złudzenia rzeczywiste, wykreślając przy tym misterny, lecz bardzo przejrzysty system podziałów geometrycznych, w którym – jak wykazała precyzyjna analiza pomiarowa – dokonano szeregu niezauważalnych okiem korektur optycznych. Malowidła zawierają także elementy iluzji: na arkadzie, prowadzącej do prezbiterium, artysta namalował dwie puste kapliczki z lampami, stwarzające wrażenie głębi, a powyżej dwie konstrukcje architektoniczne, które z kolei wyglądają, jakby odstawały od powierzchni muru i wychodziły przed nią.
Ściany boczne nawy zawierają 36 scen z dziejami Joachima i Anny, życiem Maryi oraz historią Jezusa aż do zmartwychwstania. Sceny te ułożone są w trzech pasach na każdej ze ścian; na ścianie prawej od wejścia, u góry, znalazł się cykl z Joachimem i Anną, a poniżej w dwóch pasach sceny z życia Chrystusa. Na lewej ścianie u góry – sceny z życia Maryi, poniżej, także w dwóch pasach, sceny z Jezusem.
Poniżej przedstawień figuralnych ściany do wysokości 3,1 m ozdobiono malowanym cokołem z marmurowymi płytami i malowanymi posągami siedmiu cnót i wad między nimi. Na arkadzie, oprócz wymienionych już kapliczek, Giotto namalował Pakt Judasza i Nawiedzenie, wyodrębnione z cyklu scen na ścianach nawy; powyżej, także już wzmiankowane, architektoniczne konstrukcje ze Zwiastowaniem, a na ścianie tarczowej, wieńczącej arkadę, scenę powierzenia Gabrielowi misji zwiastowania. Nad wejściem umieszczono scenę sądu ostatecznego.
| Tytuł                                 | Wielkość     | Grafika | Tytuł                              | Wielkość | Grafika | Tytuł                                        | Wielkość | Grafika |
| ------------------------------------- | ------------ | ------- | ---------------------------------- | -------- | ------- | -------------------------------------------- | -------- | ------- |
| Wypędzenie Joachima z świątyni        | 200 x 185 cm |         | Joachim wśród pasterzy             |          |         | Zwiastowanie św. Annie                       |          |         |
| Ofiara Joachima                       |              |         | Sen Joachima                       |          |         | Spotkanie przy Złotej Bramie                 |          |         |
| Narodziny Maryi                       |              |         | Ofiarowanie Maryi w świątyni       |          |         | Konkurenci przynoszą swe różdżki do świątyni |          |         |
| Czuwanie nad różdżkami                |              |         | Zaślubiny Maryi                    |          |         | Orszak weselny                               |          |         |
| Wysłanie archanioła Gabriela do Maryi |              |         | Zwiastowanie                       |          |         | Odwiedziny Elżbiety                          |          |         |
| Boże Narodzenie                       |              |         | Pokłon Trzech Króli                |          |         | Ofiarowanie Jezusa w świątyni                |          |         |
| Ucieczka do Egiptu                    |              |         | Rzeź niewiniątek                   |          |         | Chrystus wśród uczonych                      |          |         |
| Chrzest Chrystusa                     |              |         | Wesele w Kanie                     |          |         | Wskrzeszenie Łazarza                         |          |         |
| Wjazd do Jerozolimy                   |              |         | Wypędzenie przekupniów ze świątyni |          |         | Wręczenie srebrników Judaszowi               |          |         |
| Ostatnia Wieczerza                    |              |         | Chrystus umywa nogi apostołom      |          |         | Pocałunek Judasza                            |          |         |
| Chrystus przed Kajfaszem              |              |         | Biczowanie Chrystusa               |          |         | Droga na Golgotę                             |          |         |
| Ukrzyżowanie                          |              |         | Opłakiwanie Chrystusa              |          |         | Zmartwychwstanie                             |          |         |
| Wniebowstąpienie                      |              |         | Zesłanie Ducha Świętego            |          |         | Sąd Ostateczny                               |          |         |